# 請戸川
請戸川（うけどがわ）、別名泉田川（いずみだがわ）または室原川（むろはらがわ）は、福島県東部の阿武隈高地に水源を持ち東流し太平洋に注ぐ請戸川水系の本流である。
浪江町民に配布されるタブレット端末のマスコットキャラクターとして制定された「うけどん」は、請戸川の鮭などをイメージしている。

## 地理
阿武隈高地第2位の標高を持つ日山の北東山麓に源を発する。福島県双葉郡浪江町津島地区を東へ流れ大柿ダムへ注ぐ。大柿ダムを挟む前後は急流であり谷を刻み室原川渓谷と呼ばれる。阿武隈高地を削り途中に不動滝を形成した渓谷を過ぎると室原地区へ流れ出て河口まで平野が開ける。請戸地区で右岸に高瀬川と合流し間もなく太平洋に注ぐ。河口は請戸漁港に隣接する。流域のほとんどを国道114号が並走する。

## 自然
生態
流域では、アユ、ヤマメ、イワナ、ウグイ、ボラ、モクズガニなどが生息する。下流域では、秋になると鮭が遡上する。
環境
2000年から2006年にかけての6年間の最高水温、平均水温、最低水温の平均値は、上流側の室原橋が20.9℃、13.0℃、4.6℃。下流側の請戸橋が24.5℃、14.5℃、4.7℃であった。

## 流域の自治体
福島県
双葉郡浪江町

## 支流
※下流より順
- 高瀬川
- 牛渡川

## 主な橋梁
※下流より順
- 請戸橋 - 福島県道254号長塚請戸浪江線・福島県道391号広野小高線
- 荒井橋 - 浪江町道町尻落合線
- 内匠町橋 - 浪江町道縦11の2号線
- （上川原橋）…東日本大震災による損壊により撤去済み
- 来福寺橋 - 浪江町道大町込堂線
- 幾内橋 - 福島県道254号長塚請戸浪江線
- 満開橋 - 浪江町道辻西原線
- 請戸川橋 - 国道6号
- 不動橋 - 浪江町道町場中島線
- 請戸川橋 - 福島県道120号浪江鹿島線（旧陸前浜街道）
- 城西橋 - 浪江町道上続町反町線
- 酒田橋 - 浪江町道鬼久保中谷地線
- 請戸川橋梁 - JR常磐線
- 加倉大橋 - 浪江町道加倉酒田線（ふるさと農道）
- 加倉橋 - 福島県道257号仲ノ森加倉線
- 馬場内橋 - 浪江町道今神仲ノ町線
- 請戸川橋 - 常磐自動車道
- 橋場橋 - 浪江町道町尻下り藤線
- 室原橋 - 国道114号・国道459号
- 草箒橋 - 浪江町道於喜津草箒橋
- 賀老橋 - 国道114号・国道459号
- 第2弁慶橋 - 国道114号・国道459号
- 第1弁慶橋 - 国道114号・国道459号
- 堰守橋 - 国道114号・国道459号
- 萱塚橋 - 浪江町道室原小丸北沢線
- 大柿ダム天端
- 大柿橋 - 国道114号・国道459号
- 矢具野大橋 - 国道114号・国道459号
- 新昼曽根橋 - 国道114号・国道459号
- 昼曽根橋 - 浪江町道大垣昼曽根線
- 新小倉沢橋
- 阿掛橋 - 浪江町道阿掛下冷田線
- 新阿掛橋 - 浪江町道阿掛線
- 小塚橋 - 浪江町道小塚上冷田線
- 牛の舌橋 - 浪江町道牛ノ下佐藤畑線
- 新開橋 - 浪江町道松木山沼和久2号線
- 五山橋 - 国道114号
- 町前橋 - 国道114号・国道399号
- 津島橋 - 国道459号

## 河川施設
※下流より順
- 掃部関頭首工
- 苅宿頭首工
- 大柿ダム